# 東海書苑
東海書苑是台中市一家獨立書店，最初坐落於大肚山上東海大學旁的巷子，原為連鎖書店，後於1995年9月1日獨立經營。後來遷到台中市台中港路二段，改變原本單純書店的型態，與咖啡店經營型態結合，成為不少台中文藝青年和政治熱衷者聚集之處。納莉水災時書店淹水，一度打算歇業。
原本東海書苑是以冷門類新書作為其賣點，使得其有商業空間，但如今與政治貼近，遠離了艱澀難懂的知識，卻在公民運動這類議題上主動出頭，更貼合了新時代台灣人民的生活內容，東海書苑遂更出名，經營者廖英良也成了風口浪尖的地方公眾人物。
2019年，廖英良將經營重心轉移新店舖「邊譜」；東海書苑在同年4月23日停業，正式走入歷史。

## 簡歷
- 1995年成立於東海大學附近。
- 2001年納莉颱風造成台中市區淹水，書局受創。
- 2010年3月遷至國立台灣美術館旁忠信市場附近，並成立「讀書人工會」。
- 2013年3月成立「台灣獨立書店文化協會」。
- 2018年2月1日，東海書苑開辦另一間獨立書店「邊譜」，並發布創辦感言，文中能窺探現今經營書店之困境。[3]

## 相關書籍
- 廖英良主筆，《沒有獨立書店意識的年代》，2015。
- 《獨書人》（IndieReader），試刊號，2017。
- 臺灣獨立書店文化協會，《獨立書店選書手冊》，2017。
- 臺灣獨立書店文化協會，《聽見書店的聲音（01）：給下一輪想開書店者的備忘錄》，2014。
- 臺灣獨立書店文化協會，《聽見書店的聲音（02）：書叢中的微光》，2015。
- 臺灣獨立書店文化協會，《臺灣書店歷史漫步》，2016。